# Jean-Marc Laurent
Jean-Marc Laurent, né à Pau dans les Pyrénées-Atlantiques le 7 janvier 1965 est un journaliste, animateur de télévision et radio, connu dans les années 1980-90.

## Biographie
Animateur des années 1980 sur NRJ, puis directeur à la NRJ School:
Son père est ingénieur et sa mère directrice de mode. Jean-Marc a une sœur, Christine.
Dès l’âge de cinq ans, il découvre avec ses parents expatriés, un pays qui le marque à jamais, Madagascar et la ville de Mahajanga. Retour en France en 1972.
Après l’année du bac, en 1982, il profite des débuts des radios-libres pour se lancer dans le métier d’animateur. Il démarre directement sur NRJ. Dominique Duforest dans son livre NRJ, ma plus belle histoire décrit la voix de Jean-Marc Laurent comme "l'une des plus belles de la station".
Claude Pierrard, le célèbre animateur-journaliste pour la jeunesse, lui met le pied à l'étrier dans le cadre de l'émission Croque-vacances sur TF1 entre 1983 et 1985 ou il démarre en faisant des voix journalistiques.
En 1985, il est choisi pour animer les matinales de Radio-France Internationale, tout en courant les auditions à la suite de cours d'art dramatique ce qui lui permet de rencontrer les professionnels de la télévision et de la publicité. Il participera quelques mois au début de M6 en présentant les programmes ainsi que le jeu du Six-Appels, et du 20-20-20. Il va officier ensuite en tant que speaker sur la chaîne européenne TV5 Monde.
En 1987, la Française des Jeux lui propose sous la houlette du producteur de télévision Gilbert Richard d’animer le jeu du Tapis vert. Très vite, il se voit confier par la suite les tirages du Loto dans une version en couple et modernisée.
Entre 1990 et 1994, il officie sur plusieurs médias, comme Antenne 2 et Paris-Première, en tant que chroniqueur et journaliste. On le voit régulièrement auprès de Lionel Cassan dans Matin Bonheur. Il est passé rapidement par la 5 ème en tant que journaliste pour les émissions "Défis" , et celle présentée par Denis Charvet "Mag 5".
Dès le début de sa carrière et vers le milieu des années 1990, en parallèle à ses activités, il démarre des collaborations dans la presse-écrite (Podium le magazine de Claude François , Le Pèlerin, Madagascar-Magazine, TV-Magazine, Historia).
Après un passage dans le groupe TF1 aux côtés de Gérard Carreyrou pour lancer la chaine Odyssée, Jean-Marc Laurent retourne en radio sur le réseau France-Bleu.
En 2006, le groupe N.R.J lui confie la direction de l’école de formation N.R.J School qu'il quitte deux ans plus tard . Dès lors, il s'engage pour défendre la cause des handicaps DYS qui touche 7 millions de personnes en France et notamment sa plus jeune fille victime d'une exposition paternelle,à la Dépakine, puis s'engage dans l'association de Marine Martin.
Entre 2020 et 2022, il produit des podcasts-audio tant pour des entreprises que des radios comme fréquence 3.
En 2021, année des 40 ans de l'existence des radios fm en France, ainsi que dans le cadre de la fête de la radio, Jean-Marc Laurent a participé en tant que témoin et pionnier de la fm autorisée, à diverses interviewes évoquant cette histoire médiatique,,

## Vie privée
Marié à une française de Madagascar d’origine indienne, ils ont deux filles.

## Livres
- Le Dictionnaire du Second-empire, sous la direction de Jean Tulard, Paris, Fayard, 1995
- Madagascar une île vue par nos stars, Lille, Thebookedition, autopublication, 2014
- Etonnures, Lille, Thebookedition, autopublication, 2016

## Filmographie
- 1987 : Tout est pardonné clip musical avec Marie Myriam : l'amant
- 1989 : Biactol publicité réalisée par Pascal Thomas : le médecin
- 1998 : Histoire des essais nucléaires français documentaire tv réalisé par Yves et Ada Rémy : journaliste présentateur des épisodes
- 2008 : Totalgaz publicité institutionnelle : le garagiste

### Récompenses
En juillet 2022, il reçoit le trophée Responsable de la Banque de France à travers ses initiatives avec la Fédération Française des Dys Faire-Face